# Ґрунти України
Ґрунти України надзвичайно різноманітні. Ґрунтовий покрив території України сформувався під дією кліматичних показників та рослинних угрупувань. На території України нараховується приблизно 650 видів ґрунтів. Розташування ґрунтів по території країни підпорядковано ландшафтній зональності. Агроґрунтове районування України має ґрунтово-кліматичні пояси — ґрунти змішаних лісів, лісостепову, степу, Українських Карпат та Кримських гір. В Українському Поліссі трапляються здебільшого дерново-підзолисті та болотні ґрунти, у лісостеповій зоні — сірі лісові та чорноземи типові ґрунти, у степу чорноземи звичайні та південні, каштанові ґрунти, у Українських Карпатах домінують буроземи, в Кримських горах — коричневі ґрунти. Найбільша площа України зайнята чорноземними ґрунтами (третина світових запасів), які на 90 % використовуються у сільському господарстві. Запаси гумусу в ґрунтах України коливаються від більше 600 т/га до менше, ніж 50 т/га. Зменшення вмісту гумусу характерно для орних ґрунтів України.

## Географічна характеристика території
Більша частина території України розташована у західній частині Східноєвропейської рівнини, при цьому рівнини займають 95 % території України, а гори — лише 5 % (на заході — Карпати (4 %), на півдні — Кримські гори (1 %). Завдяки теплому клімату, гарному рельєфу (близько 60 % сільськогосподарських угідь є рівнинними[джерело?] , а ще 35 % мають кут нахилу в діапазоні між 1° та 3°[джерело?]). Територія України поділена на три природно-кліматичні зони: Полісся, Лісостеп, Степ. Для кожної природної зони характерно відповідний склад ґрунтів, які не зустрічаються у інших зонах. В Україні надзвичайно сприятливі умови для сільськогосподарського виробництва. Сільськогосподарські угіддя займають приблизно 71,3 % (оцінка 2022 р.) всієї території України.

## Агроґрунтове районування України
Перше агроґрунтове районування України було здійснено в 60-і роки ХХ століття НДІ ґрунтознавства та агрохімії УРСР. Більшість території України розташована у бореальному помірно холодному (Полісся) та суббореальному ґрунтово-кліматичних поясах, у тропічному теплому поясі розташована невелика територія південного берега Криму. Пояси поділяються на ґрунтові зони, які поділяються провінції та підпровінції. Тільки одна ґрунтова зона (степова) України поділяється на підзони. Агроґрунтове районування проведено за сукупністю кліматичних, рослинних, геоморфологічних показників, які визначили особливість ґрунту. Підставою виділення провінцій в зонах є особливості клімату території.
На території України існує
- зона змішаних лісів дерново-підзолистих типових і оглеєних ґрунтів Українського Полісся, що поділяється на чотири провінції: західну, центральну правобережну, лівобережну високу та лівобережну низинну провінції;

- лісостепова зона чорноземів типових і сірих лісових ґрунтів, що поділяється на західну, лівобережну та правобережну провінції;
- степова зона чорноземів звичайних і південних, яка поділяється на підзону чорноземів звичайних північного Степу з пітьма провінціями та підзону південно-степову чорноземів південних, що поділяється: на чотири провінції;
- сухо-степова зона темно-каштанових і каштанових ґрунтів з двома провінціями;
- зона буроземних ґрунтів Українських Карпат з чотирма провінціями;
- ґрунтові зони Гірського Криму.[6]

## Типи ґрунтів
На території України сформувалися ґрунти різних типів, їх нараховується приблизно 650 видів. Їх поширення на рівнинній частині підпорядковане закону широтної зональності й ґрунти змінюються з півночі на південь. Найбільші площі займають чорноземні ґрунти, дерново-підзолисті ґрунти, сірі лісові ґрунти та каштанові ґрунти.
- Дерново-підзолисті ґрунти розповсюджені здебільшого на Поліссі. Вони сформувалися в умовах надмірного зволоження під сосновими і мішаними лісами. Материнськими породами для них слугують водно-льодовикові піщані відклади. У цих ґрунтах невеликий вміст гумусу (до 1,5 %), чітко виражений так званий підзолистий горизонт, з якого поживні речовини вимиваються вглиб, що зменшує вміст гумусу й тому вони мають низьку родючість.

- Сірі лісові ґрунти поширені у південній частині Полісся, на заході й Правобережжі України під ділянками широколистих лісів. Вони утворилися на суглинистих породах за умов достатнього зволоження. Вміст гумусу в них незначний — 3 %, їх природна родючість відносно невисока, але достатня для вирощування багатьох сільськогосподарських культур.

- Чорноземні ґрунти сформувалися в умовах недостатньої зволоженості під степовою рослинністю. Великий вміст гумусу (до 9 %) та зерниста й грудкувата структура роблять їх найродючішими не тільки в Україні, а й у світі. Гумусний шар у чорноземах має значну потужність — від 40 см до 1 м і більше. Ці ґрунти, що вкривають майже 60 % території України, є її національним багатством. Загалом в Україні зосереджена п'ята частина всіх чорноземів світу.[джерело?] У різних частинах країни поширені різні підтипи чорноземів: у лісостепу — чорноземи опідзолені і чорноземи типові, у північній частині степу — чорноземи звичайні, у середньому степу — чорноземи південні.[7] Різноманітність підтипів і їхні властивості зумовлені різною зволоженістю території. Чорноземи України розорані приблизно на 80 %[8].

- На сухих степових ділянках в умовах недостатнього зволоження і бідної рослинності утворились каштанові ґрунти. Вони мають незначний вміст гумусу — 3 %, але досить потужний гумусовий горизонт — до 55 см. Для отримання високих врожаїв сільськогосподарських культур ці ґрунти потребують додаткового зволоження.

Крім основних зональних типів ґрунтів на рівнинній частині України на Поліссі сформувалися дернові, болотні ґрунти й торфово-болотні, а в долинах річок — лучні й лучно-болотні.
У Середньому Придніпров'ї та південному степу окремими невеликими плямами поширені солонці — малородючі ґрунти, в яких простежується горизонт із значним умістом солей.
У південних степах утворилися солончаки — неродючі ґрунти, що мають підвищений вміст солей по всьому ґрунтовому профілю.
Для вирощування рослин солонці та солончаки не придатні, вони потребують промивання і гіпсування. Внаслідок інтенсивного промивання водою солонці в замкнутих зниженнях рельєфу перетворюються на солоді, в яких засолений шар зникає, зате з'являються глейові горизонти.

## Зональні ґрунти

### Полісся

#### Дерново-підзолисті ґрунти

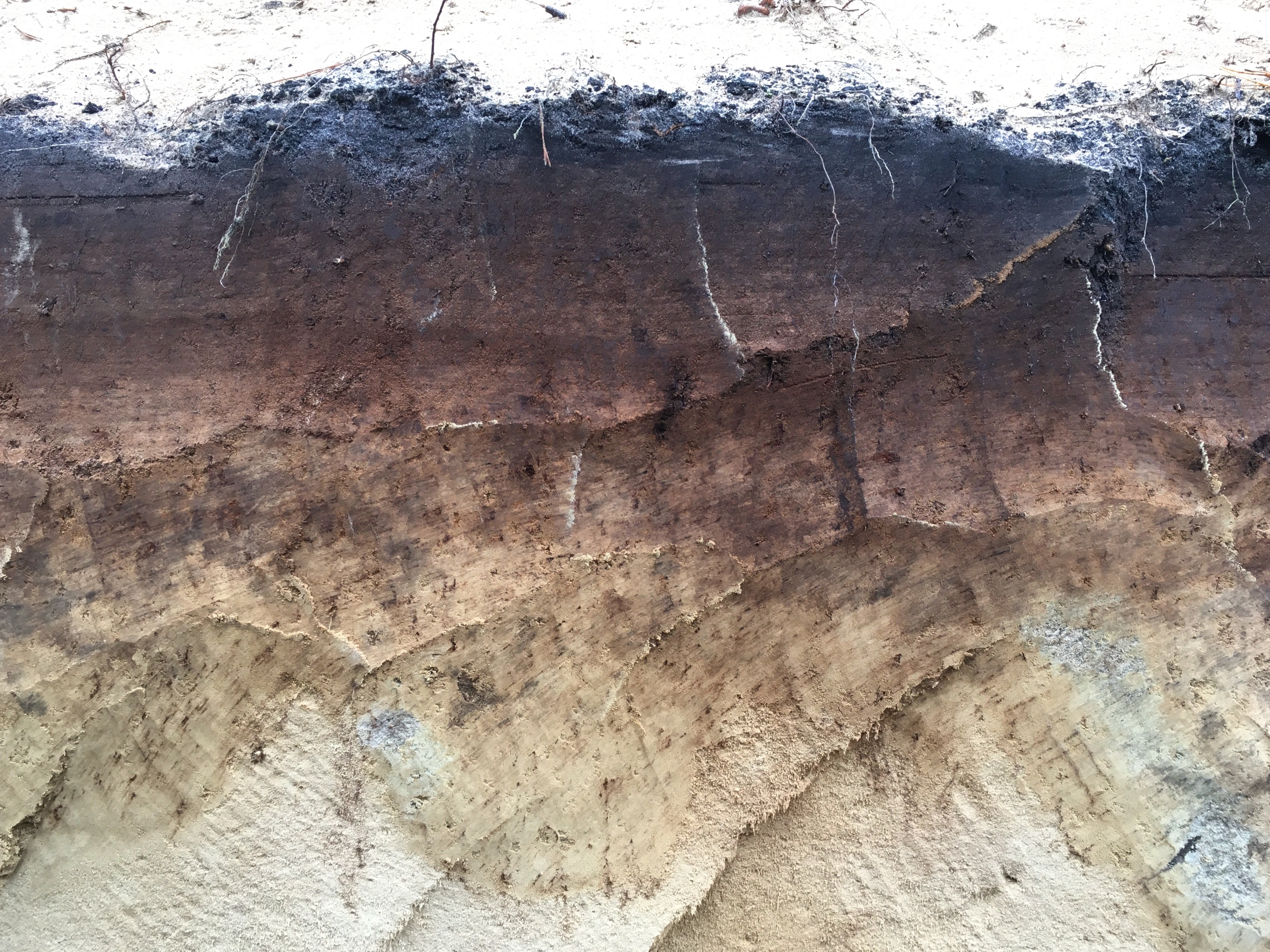
Профіль дерново-підзолистого ґрунту

На Поліссі найбільш поширені дерново-підзолисті ґрунти із різним ступенем опідзолення, оглеєння та механічним складом, що сформувалися під мішаними лісами з розвиненим трав'яним покривом в умовах надмірного зволоження. За глибиною оглеєння горизонтів дерново-підзолисті ґрунти поділяються на глеюваті, глейові, глибокоглеюваті та поверхнево-оглеєні. За гранулометричним складом на Поліссі дерново-підзолисті ґрунти бувають піщані, глинисто-піщані, супіщані, піщано-легкосуглинкові. 
Площа дерново-підзолистих ґрунтів в межах Українського Полісся більше 60 % території. Кількість опадів за рік (550—650 мм) тут перевищує кількість випаруваної з поверхні вологи. Це зумовлює промивний тип водного режиму, призводить до заболочування понижених ділянок, утворення болотних ґрунтів. Цьому сприяє також високий рівень залягання ґрунтових вод. Ґрунтоутворюючі породи мають переважно легкий механічний склад і представлені піщаними та супіщаними льодовиковими і водно-льодовиковими відкладами. Зрідка, переважно у західних районах, у місцях виходу на поверхню масивно-кристалічних порід трапляються крейдяно-мергельні відклади та невеликі ділянки лесових порід.
У дерново-підзолистих ґрунтів гумусо-елювіальний ґрунтовий горизонт профілю має потужність 18-25 см. Ґрунтовий профіль має під шаром лісової підстилки та тонким гумусовим шаром підзолистий горизонт із характерним білувато-світло-сірим забарвленням, з якого вимивається перегній та інші поживні речовини до нижніх горизонтів. Вміст гумусу в верхньому шарі профілю становить лише 1—2,5 % (піщані та супіщані  — 0,7-1,0 %; суглинкові — 1,5-2,0 %) та має підвищену кислотність (pH 4,2-5,2), тому для використання у сільському господарстві дерново-підзолисті ґрунти потребують внесення добрив.
Дерново-підзолисті ґрунти ущільнені (1,40-1,55 г/см³), запасають мало вологи, мають високу водо- і повітропроникність, низьку ємність вбирання та містять недостатньо основ та поживних речовин (20-70 %).

#### Дернові ґрунти
Дернові ґрунти зустрічаються невеликими ділянками під широколистяними лісами на елювії мезозойських порід на підвищеннях рельєфу. Дернові ґрунти займають 1,5 % Українського Полісся. 
Товщина залягання горизонтів ґрунтового профілю — 30-50 см, підстілка має потужність до 7 см, вміст гумусу від 1,5 % до 5 %. Ці ґрунти є найродючіші серед всіх ґрунтів Полісся.
На базі продуктів елювіогенези крейдяного мергелю сформувалися дерново-карбонатні ґрунти.
За сучасної доби ґрунтоутворення вплинула діяльність людини: вирубка лісів, розорювання великих площ, осушення боліт, що призвело до зниження рівня ґрунтових вод, збільшення надходження в ґрунт органічних речовин з коренями трав'янистих рослин, що призвело до посилення дернового процесу ґрунтоутворення.[джерело?]

#### Болотні ґрунти
Болотні ґрунти формуються в умовах надмірного зволоження. На території Українського Полісся трапляються ґрунти низинних та верхових боліт. Найпоширенішими в Поліссі та на території України є ґрунти низинних боліт.

### Лісостеп

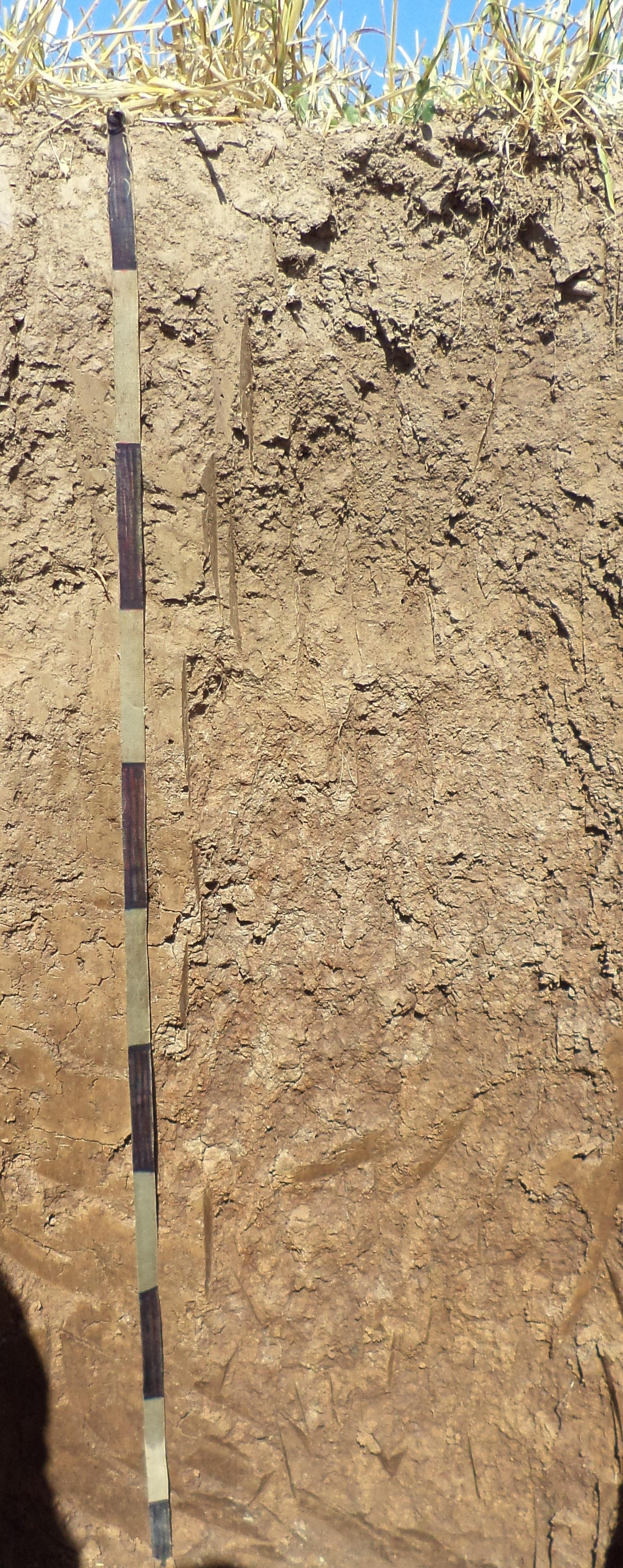
Сірі опідзолені ґрунти

Для Лісостепу характерна менша кількість опадів у порівнянні з Поліссям (450—550 мм). Крім того тут вища середньорічна температура повітря. Лісистість території незначна — близько 12 %. Територія являє собою підвищену рівнину з добре розвинутим давнім водно-ерозійним рельєфом. Основні ґрунтоутворюючі породи — леси і лесоподібні суглинки, вони містять до 15 % СаСО3, пористі і тому здатні накопичувати вологу. Кальцій лесів сприяє закріпленню в ґрунтах органічних речовин (гумусу) та створенню агрономічно-цінних структурних окремостей (структура ґрунту). Для Лісостепу характерні два типи ґрунтів. По-перше, це різноманітні чорноземи (типові, опідзолені, вилугувані та реградовані), вони утворились під трав'янистою рослинністю. По-друге — сірі опідзолені ґрунти (світло-сірі, сірі та темно-сірі), що утворились під лісовою рослинністю. Найплодючішими є типові чорноземи, які мають найвищий вміст гумусу 4-6 % та слабко кислу або нейтральну реакцію ґрунтового розчину.

### Степ

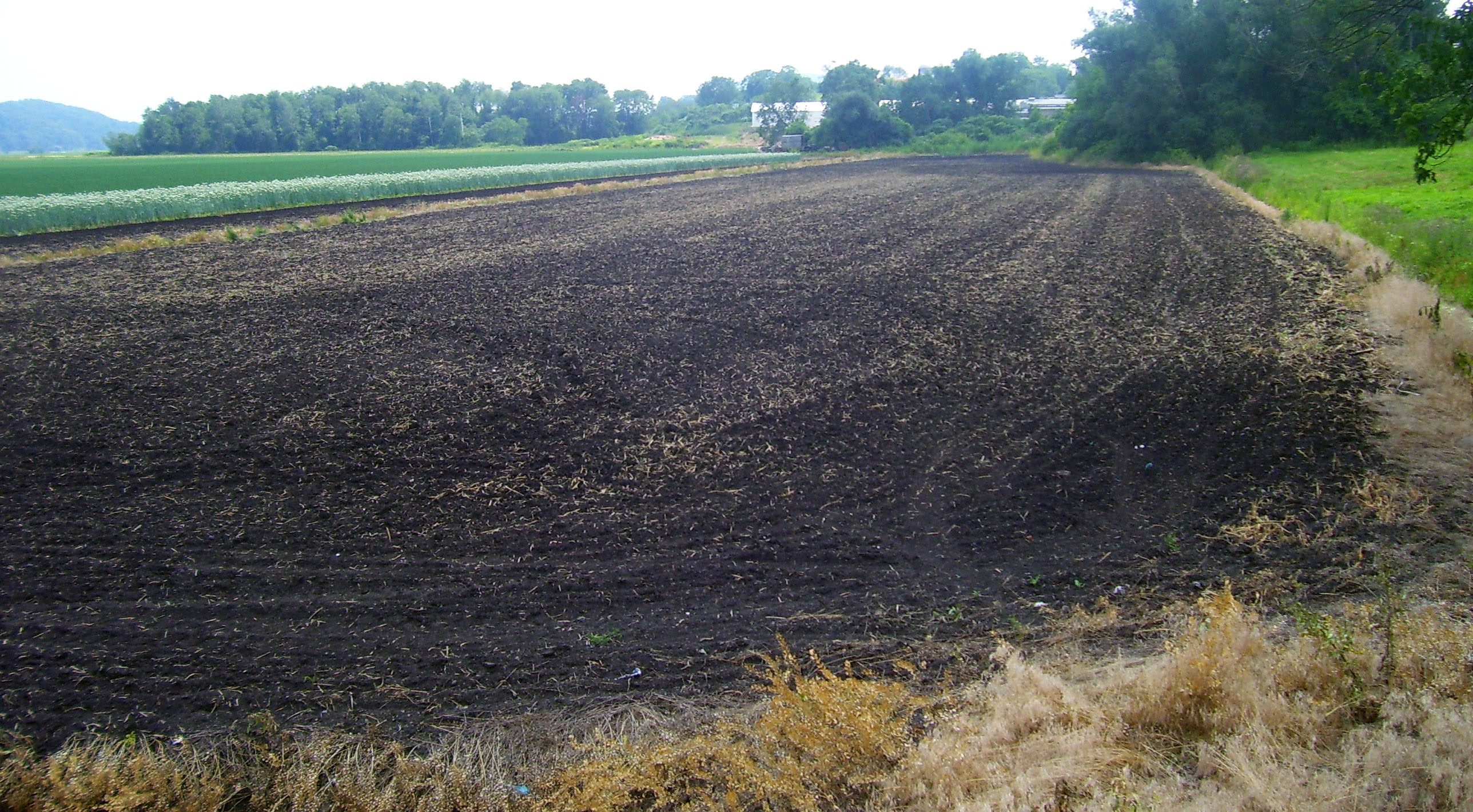
Чорнозем

Для Степу характерний рівнинний рельєф, трав'яниста рослинність та перевага кількості вологи, яка випаровується, над кількістю опадів. Кількість опадів становить 350—450 мм. Коефіцієнт зволоження на півдні зони становить 0,8, на півночі — 1,3. Неоднорідність умов зволоження зумовила відмінності рослинного покриву. На півночі знаходяться найпродуктивніші різнотравно-типчаково-ковильні степи, вони змінюються типчаково-ковильними, на півдні переважають найбідніші полинно-типчакові асоціації. Відповідно до трав'яних асоціацій формуються різні ґрунти: під різнотравно-типчаково-ковильними степами — чорноземи звичайні; під типчаково-ковильними — чорноземи південні; під полинно-типчаковими — каштанові чорноземи. У південній частині часто бувають пилові бурі та суховії. Основними ґрунтоутворюючими породами є леси та лесовидні суглинки важко-суглинкового і глинистого механічного складу. У південній частині ґрунтоутворюючі лесовидні породи бувають засоленими, внаслідок чого утворюються чорноземи з неводостійкою і здатною до руйнування структурою.

## Ґрунти гірських районів

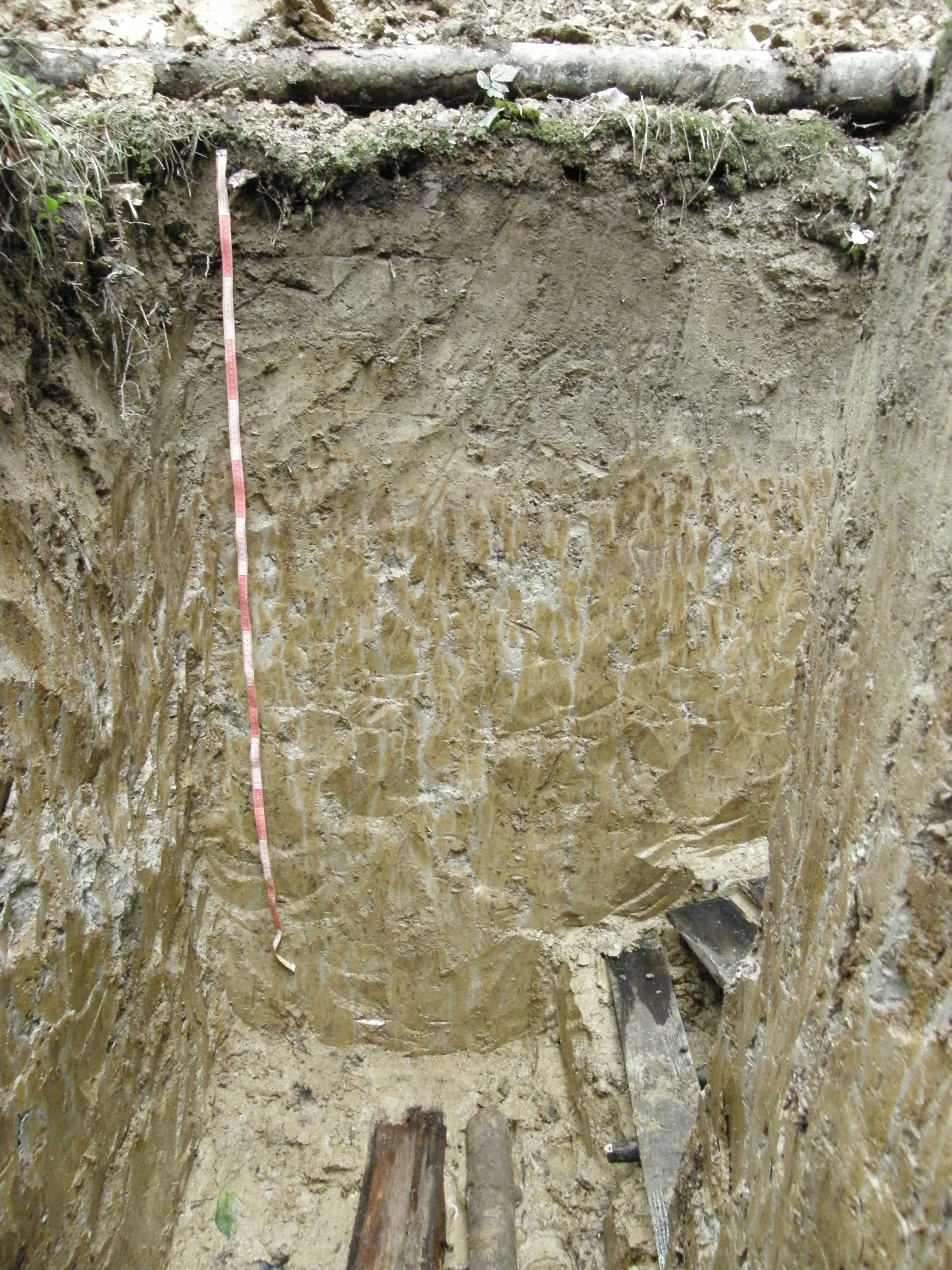
Бурозем Українських Карпат

У горах так само сформувалися ґрунти різних типів, які змінюються відповідно до закону вертикальної поясності — від підніжжя до вершин.

### Українські Карпати
Українські Карпати стосовно агроґрунтового районування розташовані в зоні буроземних ґрунтів, яка має декілька провінцій. Буроземи мають різні типи в залежності від висотної поясності:
- на схилах передгір'я Закарпаття розташовані лучно-буроземні оглеєні ґрунті та опідзолені оглеєні буроземи до 400 м;
- бурувато-підзолисті ґрунти розташовані на передгір'ях Передкарпаття до 500 м;
- зона гірських лісових буроземів починається з 500 до 1200 м, вони малопотужні, щебенисті;
- буроземи полонин та гірсько-лучні ґрунти  — з 1200—1500 м.

. 

### Кримські гори
У Кримських горах у передгірних районах та на північних схилах до висоти 450 м Кримських гір поширені гірсько-лісостепові ґрунти — дерново-карбонатні та сірі, сформовані під чагарниковою і трав'яною рослинністю. Також до основних ґрунтів Гірського Криму належать бурі гірсько-лісові, що поширені до висоти 850 м під буковими, дубовими і мішаними лісами. На яйлах з лучною рослинністю панують гірсько-лучні чорноземовидні ґрунти. На Південному березі Криму, де клімат має риси субтропічного з достатнім зволоженням переважають коричневі і червоно-коричневі ґрунти. Вони доволі родючі: вміст гумусу становить 4 %.Кр- грунтові зони Гірського Криму: КрС — зона чорноземів передгірського степу; КрЛС — зона ґрунтів передгірського лісостепу; КрГ — зона буроземів гірсько-лісових; КрЯ зона гірсько-лугових грунтів яйл; КрП зона коричневих грунтів південного схилу головного гірського хребта.

## Азональні ґрунти
В Україні засолені та солонцюваті ґрунти поширені на площі близько 4 млн га, в основному в Середньому Придніпров'ї та південному степу. Україна є колискою дослідної справи по меліорації солонців, враховуючи, що найперші досліди були закладені К. К. Гедройцем на Носівській дослідній станції (Чернігівська область), а досліди в Середньому Придніпров'ї, проведені О. М. Можейком, О. М. Грінченком і Г. М. Самбуром залишаються фактично найтривалішими.

## Сучасний стан ґрунтів України

### Екологія ґрунтів
Україна має дуже великі площі чорноземів, які є найродючішими ґрунтами у світі. Але майже в усіх регіонах з року в рік в них зменшується частка гумусу — основної речовини, яка забезпечує родючість ґрунту. Цей процес відбувається внаслідок екстенсивного ведення сільського господарства, при якому порушилося співвідношення площ ріллі, природних кормових угідь, лісових та водних ресурсів, в результаті чого відбувається інтенсивний розвиток ерозійних процесів, при якому гумус вимивається з верхнього шару ґрунту. Крім водної ерозії ґрунту відбувається й вітрова. Внаслідок механічної обробки чорнозем, який зазвичай має зернисту структуру, перетворюється на пил, який виноситься з полів східними сухими вітрами. Великої шкоди завдала також надлишкова меліорація, яка сприяла закисленню та засоленню, а також підтопленню великих площ ґрунтів. Загальні втрати родючих ґрунтів щорічно складають мільйони тонн. Крім того, 3,7 млн га землі знаходиться в зоні дії аварії на Чорнобильській АЕС.
Зменшення вмісту гумусу за часів В. В. Докучаєва за майже 140-річний період для орних ґрунтів України, включаючи чорноземи, досягли 25-27 %, зокрема, в Лісостепу — 22 %, в Степу — 19,5 % і в Поліссі — близько 19 %. Щорічні втрати гумусу в українських ґрунтах становлять 400—500 кг/га і більше. Запаси органічного вуглецю в ґрунтах земель сільськогосподарського призначення становить від 2-3 до 4-5 Гт.
Насичення ґрунтів мінеральними поживними елементами за останні 20 років знизилося до дефіцитного рівня.

### Обстеження ґрунтів
Відповідно статті 36 Закону України «Про землеустрій»:
|  | Ґрунтові, геоботанічні та інші обстеження земель при здійсненні землеустрою проводяться з метою отримання інформації про якісний стан земель, а також для виявлення земель, що зазнають впливу водної та вітрової ерозії, підтоплення, радіоактивного та хімічного забруднення, інших негативних явищ. Отримана в процесі обстежень інформація використовується для: - а) проведення агроекологічної оцінки земель; - б) розробки прогнозів і програм використання та охорони земель, схем і проектів землеустрою; - в) ведення обліку про якісний стан земель; - г) ведення моніторингу земель; - ґ) прийняття органами виконавчої влади і органами місцевого самоврядування рішень про рекультивацію та консервацію земель, введення обмежень у використанні земель, відновлення, збереження та підвищення родючості ґрунтів, покращення природних ландшафтів тощо; - д) розробки заходів із землеустрою щодо організації раціонального використання та охорони земель; - е) обґрунтування бізнес-планів та проектів землеустрою. |

### Вплив бойових дій на українські ґрунти
В результаті російсько-української війни з 2014 року, а особливо російського вторгнення в Україну 2022 року, ведення активних бойових дій з передислокацією та маневром великої кількості військ, зведення фортифікаційних споруд, укріплень та інженерних загороджень, застосування важких видів озброєння та інших дій, за попередніми оцінками, нанесли ґрунтам України значну шкоду. Повну оцінку нанесеної шкоди ще доведеться здійснити, проте українським науковцям на прикладі земель однієї з громад Харківської області вдалося проаналізувати, наскільки ці землі були забруднені та які є можливості щодо їх відновлення.
В ході дослідження «Вплив війни росії проти України на українські ґрунти», проведеного ГО «Екодія», було встановлено, що на українські ґрунти був здійснений, в основному, фізичний, механічний та хімічний вплив. При цьому, як відомо, рух важкої військової техніки ущільнює ґрунт, погіршує здатність води проникати в нього та робить його більш вразливим до ерозії. Будівництво фортифікаційних споруд спричиняє зсуви, заболочування, осідання ґрунту тощо. Утворення вирв після вибухів порушує повітряно-водний режим у ґрунтах. Щодо хімічного забруднення місць активних бойових дій, результати аналізів проб показали високий рівень забруднення важкими металами, зокрема рівень кадмію перевищений — в 5 разів, цинку — в 3,5 разів, молібдену — в 2 рази. Ці забрудники мало загрожують ґрунтовим водам, однак можуть нести ризик для рослин. А якщо на таких землях в подальшому зростатимуть харчові культури, то зрештою важкі метали можуть через їжу потрапляти в організм людей та шкодити їх здоров'ю.

#### Оцінка придатності земель
Оцінка придатності земель (за рівнем пошкодження) здійснюється за її наступними станами:
- катастрофічний (не придатні);
- високий (умовно придатні);
- середній (мало придатні);
- низький (придатні);
- дуже низький (безумовно придатні).

Рівень пошкодженості ґрунтів в дослідженнях вітчизняних науковців визначались для кожної ділянки окремо, враховуючи типи та ступінь забруднення, в тому числі, місцевість вивчалась за допомогою високоточних супутникових знімків за квітень-травень 2022 року. На основі цих даних було визначено, наскільки землі придатні для подальшого використання та як їх варто відновлювати. «Фізичний, механічний та хімічний вплив бойових дій на ґрунти може різко змінити їх характеристики та зробити непридатними, а часом і небезпечними для використання, зокрема у сільському господарстві. Тож у повоєнному відновлені громад, особливо тих, що потерпали ще й від окупації, необхідно аналізувати стан ґрунту і визначати, як із ним далі поводитися. Так, на сильно пошкоджених землях вирощувати продуктів не можна узагалі. Найкраще і найдешевше рішення для них — це консервація, тобто тимчасове припинення будь-якої діяльності на цій землі, щоб дати їй відновитися природним способом», — повідомила Лоріна Федорова, фахівчиня зі сталого землекористування ГО «Екодія».
Екологічний стан ґрунтів залежить від якості розмінування, якщо мину вивозять для знищення з сільськогосподарських полів, то забруднюючи елементи не потрапляють у ґрунт, якщо ж відбувся вибух, то ділянка стає забрудненою

#### Заходи відновлення ґрунтів України після завершення бойових дій
Дослідниками було підтверджено, що основними методами відновлення ґрунтів України після завершення бойових дій на них, можуть стати: консервація (залуження), консервація (залісення), фітосанація (фітоекстрація), агротехнічна меліорація, прибирання території та інші. Відповідно, для кожного випадку має обиратися окремий підхід, зважаючи на стан ґрунту і рівня його пошкодження.

## Земля в культурі
Споконвіку український народ із глибокою повагою ставився до землі, звертаючись до неї як до матері й годувальниці. Українці клялися землею, землею бажали добра і так само землею проклинали своїх ворогів. До наших днів серед українців досить поширене стародавнє добре побажання: 
|  | Щоб ти ся мав, як свята земля! |